# James Bond 007: Agent Under Fire
James Bond 007: Agent Under Fire es un videojuego de James Bond protagonizado por un personaje inédito en el que James se enfrenta al villano Nigel Bloch, la villana Jackal, entre otros personajes, la historia se desarrolla en Hong Kong, Rumania, Suiza, el Mar Sur de China y el Mar Mediterráneo. Bond cuenta con aliados como la agente de la CIA Zoe Nightshade y R (a M solo se le oye la voz en todos los niveles).
El juego fue publicado por Electronic Arts en noviembre del año 2001 para PlayStation 2, y en el año 2002 para GameCube y Xbox.

## Gadgets
Bond cuenta con gadgets como el Q-Claw, que es un gancho, Q-Laser, Q-Decriptor, usado para abrir puertas entre muchos otros asignados por Q.

## Vehículos
- BMW 750IL: conducido por Zoe mientras 007 dispara una ametralladora en el nivel Precious Cargo.

- BMW Z8: usado en el nivel Dangerous Pursuit al perseguir a los asesinos de Zoe.

- Aston Martin DB5: Bond lo usa en el nivel Streets of Bucharest en Rumania al escapar de la embajada británica.

## Personajes
- 007: el agente James Bond.

- Zoe Nightshade: agente de la CIA clon muerta (aunque después reaparece como la real).

- R: el sucesor de Q que le da los gadgets a Bond.

- Nigel Bloch: enemigo de Bond, muere el clon al caer en la lava (después reaparece como el real en el último nivel).

- Jackal: mercenaria que asesina a la clon de Zoe en el segundo nivel, Bond la mata haciéndola caer en un ventilador gigante.

- Adriana Malprave: jefa de Nigel Bloch y Jackal, es la directora de la empresa Identicon.